# Ștefan Birtalan

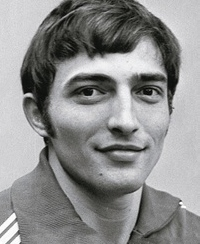
Ștefan Birtalan.

Ștefan Birtalan, född 25 september 1948 i Zalău, Sălaj, död 27 maj 2024 i Bukarest, var en rumänsk handbollsspelare (vänsternia) och handbollstränare.
Birtalan spelade 231 landskamper och gjorde 933 mål för Rumäniens landslag. Han var med och tog OS-brons 1972 i München, därefter OS-silver 1976 i Montréal och i sitt tredje olympiska mästerskap OS-brons 1980 i Moskva.

## Klubbar som spelare
- Rapid CFR Jibou (1964–1967)
- Minerul Baia Mare (1967–1970)
- Steaua Bukarest (1970–1981, 1983–1985)
- Florens (1985–1986)

## Tränaruppdrag
- Florens (spelande tränare, 1985–1986)
- Steaua Bukarest (assisterande, 1986–1994)
- Rumänien (1993–1994)
- Qatar (1994–1999)
- Steaua Bukarest (1999–2002)